# 光化街道
光化街道，是中华人民共和国湖北省襄阳市老河口市下辖的一个乡镇级行政单位。

## 行政区划
光化街道下辖以下地区：
小东门社区、胜利路社区、滨江社区、太平街社区、秋丰路社区、望江楼社区、拦马河社区、光明社区、三岔路社区、宋营村、老县城村、徐家滩村、柳树湖村、查营村、雷祖殿村、明家山村、贾沟村、辛店岗村、西关村和冯营村。